# Vasilije Pušica
Vasilije „Vasa” Pušica (cyr. Василије Пушица; ur. 12 września 1995 w Belgradzie) – serbski koszykarz, występujący na pozycjach rozgrywającego lub rzucającego obrońcy, obecnie zawodnik WKS-u Śląsk Wrocław.
Od 15 listopada 2022 do 07 lutego 2023 był zawodnikiem Twardych Pierników Toruń. 8 lutego 2023 dołączył do WKS-u Śląsk Wrocław.

## Osiągnięcia
Stan na 16 czerwca 2023, na podstawie, o ile nie zaznaczono inaczej.

### NCAA
- Uczestnik rozgrywek turnieju NCAA (2019)
- Mistrz:
  - turnieju konferencji Colonial Athletic Association (CAA – 2019)
  - sezonu zasadniczego CAA (2018)
- MVP turnieju CAA (2019)
- Zaliczony do I składu:
  - CAA (2018, 2019)
  - turnieju CAA (2018, 2019)
  - Lou Henson All-American (2018)
  - NABC (2018)
- Zawodnik tygodnia CAA (2.01.2018, 21.01.2019, 4.02.2019)

### Drużynowe
- Wicemistrz Polski (2023)[8]

### Indywidualne
- Zaliczony do I składu turnieju NIJT Belgrade (2013)

### Reprezentacja
Młodzieżowe
- Uczestnik mistrzostw Europy :
  - U–18 (2013 – 6. miejsce)[9]
  - U–16 (2011 – 9. miejsce)[10]